# Wadgaon Kolhati
Wadgaon Kolhati es una ciudad censal situada en el distrito de Aurangabad en el estado de Maharashtra (India). Su población es de 65620 habitantes (2011). Se encuentra a 12 km de Aurangabad.

## Demografía
Según el censo de 2011 la población de Wadgaon Kolhati era de 65620 habitantes, de los cuales 35634 eran hombres y 29986 eran mujeres. Wadgaon Kolhati tiene una tasa media de alfabetización del 91,86%, superior a la media estatal del 82,34%: la alfabetización masculina es del 94,83%, y la alfabetización femenina del 88,38%.